# Jacopo Sanvitale
Jacopo Sanvitale (Parma, 25 dicembre 1785 – Fontanellato, 3 ottobre 1867) è stato un letterato, scienziato e politico italiano.

## Biografia

Stemma Sanvitale

Nacque dal conte Vittorio e dalla marchesa di origine spagnola Camilla Bortolon. Studiò al collegio dei Nobili e al Collegio Lalatta. All'età di 14 anni pubblicò l'ode "Cristo simboleggiato nell'agnello" e a 15 era già un ottimo traduttore di Orazio. A 23 anni fondò la "Società libera italiana di scienze e lettere", della quale fu acclamato presidente perpetuo.
Nel 1812, quando nacque il Re di Roma, ritenendo che Napoleone avesse tradito le idee della Rivoluzione francese ed essendo certo che suo figlio ne avrebbe ereditato il potere monarchico, scrisse il feroce sonetto "Io mi caccio le man nella parrucca", che gli costò il carcere nel Forte di Fenestrelle. Dopo 14 mesi di prigionia, riuscì ad evadere travestito da donna e raggiunse Milano, dove conobbe e divenne amico del Romagnosi e di Ugo Foscolo.
Tornato a Parma in maggio del 1814, due anni dopo sposò la pittrice piemontese Giuseppina Folcheri. Nel 1817 venne nominato professore di eloquenza e segretario dell'Accademia di Belle Arti di Parma. In settembre dello stesso anno accompagnò Metternich a visitare i monumenti di Parma. Nel 1820 divenne rettore dell'Università di Parma e preside della Facoltà di lettere.
Nel 1821, accusato di appartenere a società segrete che cospiravano per l'indipendenza italiana, venne fatto arrestare da Maria Luigia e internato nel castello di Compiano, dove rimase per 15 mesi. Dopo i moti del 1831 fu tra le cinque personalità a cui il Comune affidò il governo provvisorio del ducato. Quando Maria Luigia riacquistò il potere il conte Sanvitale andò in esilio in Francia a Montauban, dove rimase nove anni, alternando l'attività di poeta a quelle di economista e agronomo. Tra le opere di questo periodo il canto Nostalgia, che fu tradotto in francese ed ebbe sei edizioni.
Rientrato in Italia nel 1840, si fermò a Torino per partecipare ad un congresso di scienziati, e dettò l'ode per la statua di Emanuele Filiberto. Andò poi a Genova, dove diventò precettore di un giovane della famiglia Pallavicino. Prese parte a un congresso in Toscana, dove trattò argomenti di agraria, e visitò la Maremma. Tornò poi in Francia, dove era rimasta la famiglia, e si stabilì a Tolosa, dove gli fu concessa la cittadinanza francese. Dopo la morte della moglie Giuseppina e della figlia Clementina, colpite da malattia a Marsiglia, rientrò in Italia a Genova, dove venne nominato direttore della Biblioteca Civica Berio.
Nel 1856 gli fu concesso di ritornare a Parma. Nel 1859 fu rappresentante di Fontanellato all'Assemblea costituente parmense e fu tra i delegati che firmarono l'atto di annessione del Ducato di Parma al Regno di Sardegna, assieme tra gli altri a Giuseppe Verdi. Fu presidente della Regia Deputazione di storia Patria di Parma e la rappresentò nel 1865 a Firenze e Ravenna per la celebrazione del sesto centenario della nascita di Dante.
Dopo la sua morte Caterina Pigorini pubblicò i suoi Cenni biografici (Parma, Ubaldi-Rossi). Nel 1875 furono stampate a Prato da Francesco Giachetti Poesie del Conte Jacopo Sanvitale con prefazione e note di Pietro Martini. Una lapide e un'effigie lo ricordano nell'Università di Parma.
Era un pronipote del poeta Angelo Mazza.
A Parma gli è intitolata una piazza del centro storico, "piazzale Jacopo Sanvitale", dove si trova il Palazzo Sanvitale, che attualmente ospita gli uffici amministrativi parmensi di Intesa Sanpaolo.

## Opere
- Genio della Parma, Parma, 1818
- Cenni biografici, Parma
- Poesie del conte Iacopo Sanvitale, con prefazione e note di Pietro Martini, Prato 1875
- La luce eterea, non compiuto
- Alcune poesie inedite ed altre del conte Jacopo Sanvitale, Parma 1882
- Satire inedite del conte Jacopo Sanvitale, Parma 1886.